# ツナミノユウ
ツナミノ ユウは、日本の漫画家。2006年に『レバンドロイド』で第11回21世紀ウルトラ漫画賞の佳作を受賞し、『ウルトラジャンプ』にてデビュー。同誌のほか2誌での連載を経て、現在はCygames『サイコミ』を中心に活躍中。石黒正数の元アシスタントで、交友がある。

## 作品リスト

### 連載
- シュメール星人（『ウルトラジャンプ』、『ウルトラジャンプエッグ』連載）全3巻
- 隠慎一郎の電気的青春（『ITAN』連載）全1巻
- 彗星継父プロキオン（『ITAN』連載）全3巻
- つまさきおとしと私（『ITAN』×ねとらぼ連載）全2巻
- 蟬丸残日録（『モーニング・ツー』連載）全2巻
- ふたりモノローグ（『サイコミ』連載）全6巻
- DMD（『サイコミ』連載）全2巻
- リリィ・トライアングル（『ツイ4』2020年7月7日[5] - 2021年連載）全3巻
- 厄いよ！アラクシュミ（『コミプレ』2021年11月12日[6] - 2023年4月28日）全3巻
- 女甲冑騎士さんとぼく（『COMIC OGYAAA!!』2023年2月3日 - 連載中）既刊2巻
  1. 2024年2月19日発売[7][8]、ISBN 978-4-8342-3328-5
  2. 2025年4月17日発売[9]、ISBN 978-4-8342-3338-4
- くびしょい勇者（『コミプレ』2024年1月5日[10] - 連載中）既刊2巻
  1. 2024年10月4日発売[11]、ISBN 978-4-86805-010-0
  2. 2025年4月17日発売[12]、ISBN 978-4-86805-062-9

### 読み切り
- レバンドロイド（『ウルトラジャンプ』2006年7月号）
- REVENGE OF THE DEAD –死霊の生誕-（『ウルトラジャンプ』2009年10月号）
- アシ日記（石黒正数漫画家生活10周年記念『ネムルバカ』1.5巻、『COMICリュウ』2010年3月号付録）
- MIB 黒服団陰謀白書（『コミックフラッパー』2011年9月号）
- 覚えられろ!!浅倉みずち（『はやて×ブレード』15巻特装版同人誌、2011年11月18日発売）
- 絆怪獣ビトイーナス（『S-Fマガジン』2014年2月号）
- 風に吹かれて西が来る（『ガールズ&パンツァー劇場版 ハートフル・タンク・アンソロジー』1巻）
- 『百合ドリル 自由研究編』（一番好きな百合を4Pマンガにする百合アンソロジー）[13]
- 放課後ていぼう日誌 TVアニメ主題歌収録レポート（『ヤングチャンピオン烈』2020年6月号） - 『放課後ていぼう日誌』の単行本の7巻にも収録[14]

### その他
- 放課後ていぼう日誌 部室看板題字[15]（部室の看板や貼り紙の字を担当[14]、アニメ版にも使用されている）

## その他
2016年6月にツナミノが「こういう形のインク瓶」が欲しいと、漫画の作画用としてつけペンのペン先にインクがつけやすいすり鉢状のインク瓶のラフ画をツイートしたところ、化学分析用ガラス器具メーカー・桐山製作所のガラス職人がこれを見てツナミノに製作することを提案し、試作品として作られた。この試作品の写真に反響が多く、商品化の声が多く寄せられたことから、最終的に商品化が決定、同年10月に「Conic Bin」として発売されている。